# Linzi (köpinghuvudort i Kina, Jiangsu Sheng, lat 32,30, long 120,74)
Linzi är en köpinghuvudort i Kina. Den ligger i provinsen Jiangsu, i den östra delen av landet, omkring 180 kilometer öster om provinshuvudstaden Nanjing. Antalet invånare är 39 215. Befolkningen består av 20 775 kvinnor och 18 440 män. Barn under 15 år utgör 10,0 %, vuxna 15-64 år 69 %, och äldre över 65 år 20,0 %.
Runt Linzi är det tätbefolkat, med 709 invånare per kvadratkilometer. Närmaste större samhälle är Baipu, 6,2 km söder om Linzi. Trakten runt Linzi består till största delen av jordbruksmark.
Genomsnittlig årsnederbörd är 1 284 millimeter. Den regnigaste månaden är juli, med i genomsnitt 239 mm nederbörd, och den torraste är januari, med 34 mm nederbörd.